# Joselito Vaca
Joselito Vaca Velasco (Santa Cruz de la Sierra, 12 augustus 1982) is een Boliviaans voetballer, die speelt als middenvelder.

## Clubcarrière
Vaca begon zijn professionele loopbaan in 1999 bij Oriente Petrolero en kwam daarnaast uit voor de Boliviaanse club Club Blooming. In de Verenigde Staten was hij actief voor FC Dallas en NY/NJ MetroStars.

## Interlandcarrière
Vaca speelde in totaal 53 interlands voor Bolivia en scoorde twee keer voor zijn vaderland. Onder leiding van bondscoach Héctor Viera maakte hij zijn debuut op 3 november 1999 in de vriendschappelijke wedstrijd tegen buurland Paraguay (0-0). Vaca nam met zijn vaderland tweemaal deel aan de strijd om de Copa América: 2007 en 2011.